# どかべん

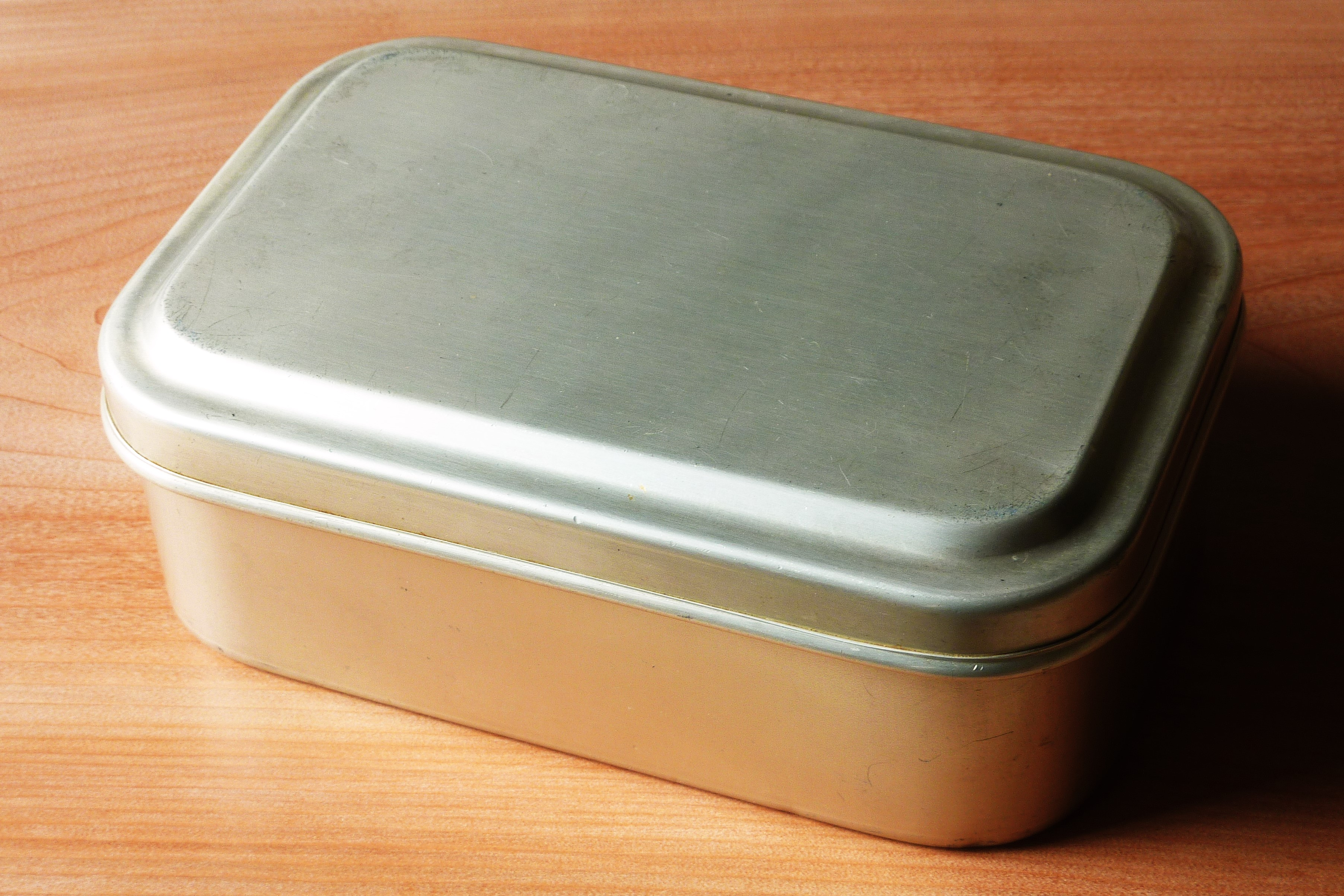
どかべん

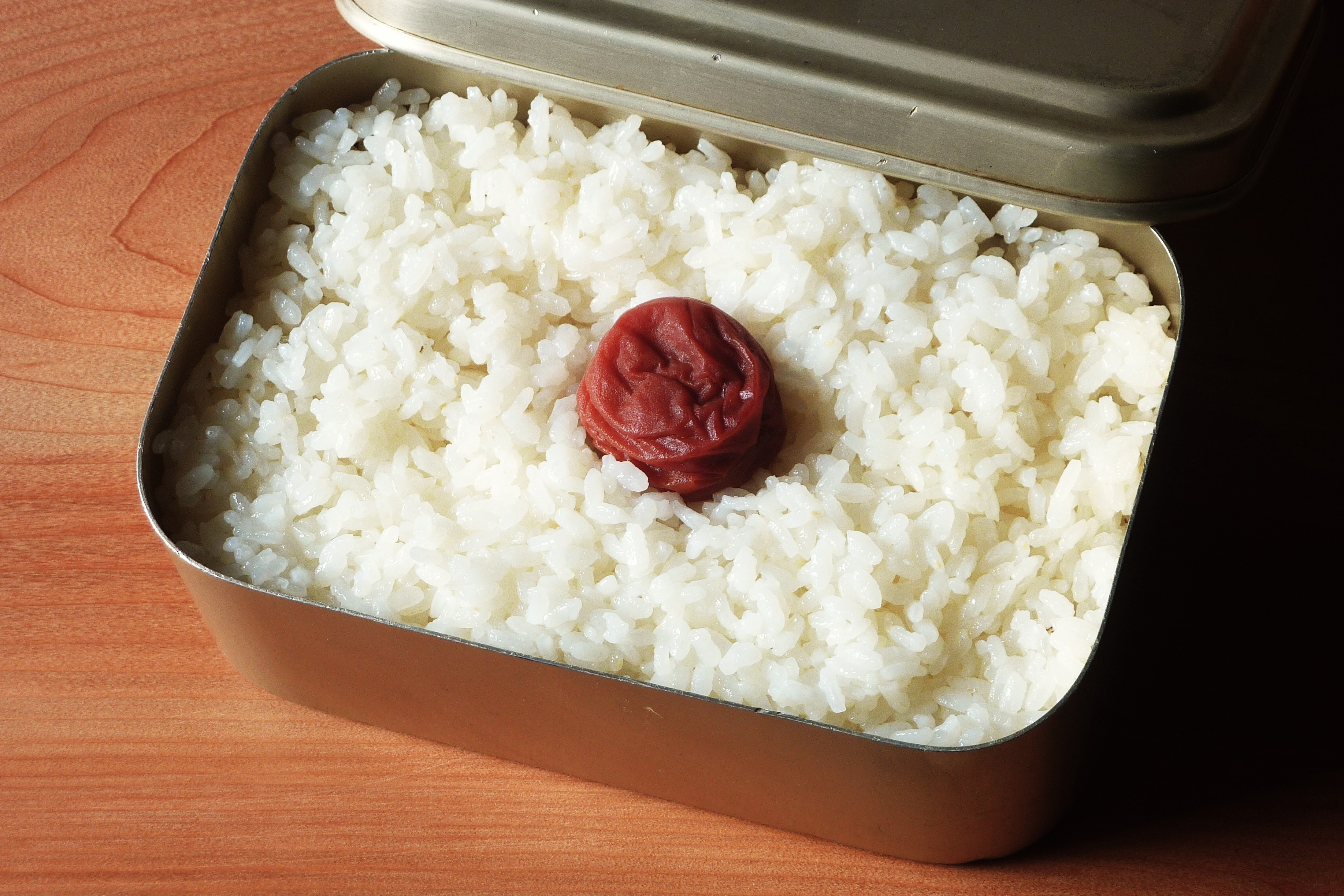
どかべん

どかべんは、日本において「どか弁」または「どか辨」の字を当て、土木作業等に従事する日雇労働者の俗称である土方（どかた）の「どか」と弁当または弁当箱の「べん」を略した呼び名で、土方が常用した金属製の大きな蓋付きの弁当箱または弁当を言う。ご飯大盛りの弁当のことも言う。
昭和24年に失業対策法が施行された当初、公共職業安定所（現、ハローワーク）による紹介・斡旋で働いた失業対策労働者の日給が240円(100円2枚と10円4枚)であった。にこよんと呼ばれた日雇労働者が、激しい肉体労働によって空腹となりそれを補い満たす見合った食事の量を得るために長さ20cm、幅10cm、高さ5cm（cmはそれぞれ程度）のアルミ製の大型の弁当箱を用いた弁当を食したことに由来する。おかずとしては梅干一つを弁当の中央に入れたもの（いわゆる「日の丸弁当」）がよく見られた。
アルミ製の弁当箱は梅干の酸による腐蝕で長期間の使用により蓋に穴が空くことがあったことから、アルミではなくアルマイト製の弁当箱が流通するようになった。その後の弁当箱は新たな石油材質の製品であるプラスチック製に移行が進み、現在はアルマイト製弁当箱の市場シェア率は高くない。
併せて水島新司の漫画『ドカベン』の知名度が高まってからは本来の意味の弁当または弁当箱を指さず、ドカベンと言うと漫画、またはその主人公・山田太郎を指すことが多くなった。なお、山田太郎の「ドカベン」というあだ名も「ドカッと大きな弁当箱」の弁当を食べることに由来している（その由来のあだ名は、若き日の加山雄三も頂戴していた。尚、加山主演の1962年公開の映画『銀座の若大将』にもどかべんで授業中に早弁するシーンが見られる）。